# ROSE Online
Rush On Seven Episodes Online (ou R.O.S.E. Online) (Em coreano:로즈 온라인) é um MMORPG desenvolvido pela empresa coreana Triggersoft, e publicado pela Gravity Corp.. Inicialmente o jogo se chamava R.O.S.E. Online, porém foi relançado em 2006 como R.O.S.E. Online Evolution.